# Amazonas (motorfietsmerk)
Amazonas is een Braziliaans merk van motorfietsen.
De bedrijfsnaam was: Amazonas Motocicletas Especiais ltd. do Brazil, Manáus.
De Braziliaanse fabriek produceerde vanaf 1978 de AME 1600, waarin een viercilinder boxermotor was gemonteerd, die stamde van de Volkswagen Kever. De brandstoftoevoer werd verzorgd door twee Solex-32mm-carburateurs. Hij had vier versnellingen plus een achteruitversnelling en leverde 68 pk.
Het was een enorme motorfiets, die nog groter leek doordat er zelfs rondom de motor overvloedig plaatwerk was aangebracht. De machine had een drooggewicht van 335 kg en haalde een topsnelheid van 175 km/h. In Brazilië was de machine vrij populair en werd ze zelfs door politiekorpsen ingezet. Buiten Brazilië werd de AME 1600 wel hier en daar geïmporteerd, maar er werden geen grote aantallen verkocht. De productie eindigde rond 1990.